# ТВК (телеканал, Красноярск)
«ТВК» (произносится как «ТэВэКа» — «Телевидение Красноярска», также в СМИ часто упоминались юридическое название телеканала «ТВК — 6 канал», альтернативные — «ТВК Красноярск» и «ТВК-6», до ноября 1994 года использовалось стилизованное написание — «ТК-6») — независимый красноярский краевой телеканал. Начал своё вещание 7 мая 1994 года. Имеет собственное одноимённое интернет-издание tvknews.ru. Принадлежит генеральному директору Вадиму Вострову и его супруге — Ирине Кременчук.
В настоящее время сетка вещания построена на информационно—просветительских и развлекательных программах собственного производства, а также проектах лучших российских блогеров.
С 1994 по 2020 год учредителем и вещателем телеканала являлось ОАО «ТВК — 6 канал» (до 1996 года называлось АО «КИТ-ИКС»), а с 2020 года им выступает ООО «ТВК 24».

## История
Свою историю телеканал начинает 7 мая 1994 года. Тогда состоялся первый эфир телекомпании ТВК. Вещание канала началось с передатчика мощностью 100 Вт и монтажного комплекса S-VHS. Но это после, а сначала шла долгая подготовка к этому событию. Идея о создании собственной телекомпании обсуждалась ещё осенью 1993 года, но реализовать её было довольно сложно. 26 октября того же года была создана некая структура АО «КИТ-ИКС», выдававшая в эфир ночные выпуски новостей под названием «24 часа» и ставшая основой для будущей телекомпании. Данная структура также была первым юридическом лицом канала, которое в 1996 году сменило свое наименование на ОАО «ТВК — 6 канал».
1 мая 1994 года большая часть сотрудников государственной телекомпании в одночасье ушли «строить» новое телевидение и 7 мая того же года в 20:00 вышел первый выпуск информационной программы «24 часа» (с 1995 года — «Новости ТВК»), первыми ведущими которой были Марина Добровольская и Алексей Клешко. Время выхода новостей не изменилось с первого дня вещания. В некоторых печатных программах передач в первый год вещания вместо названия «ТВК» указывалось название «6-й канал. Красноярск». Спустя год, 6 мая 1995 года была получена первая лицензия на вещание под номером 783.
По состоянию на 1994 год на телеканале работало 20 человек.
Учредителями ТВК выступили несколько организаций («Астроваз», «Золотая долина», «Стромкомбанк», Союз товаропроизводителей и другие) и частные лица (Александр Клюкин и Ирина Долгушина). Через некоторое время, в список соучредителей ТВК вошли КрАЗ и его акционер Анатолий Быков. В конце 1999 года в связи с арестом Анатолия Быкова, его долю выкупили журналисты канала (Вадим Востров, Александр Клюкин и Марина Добровольская) за номинальную стоимость. При этом, доля КрАЗа осталась.
Первое здание телекомпании находилось на улице Боткина, 63. Это было небольшое двухэтажное помещение, расположенное в частном секторе Николаевки рядом с телебашней КРТПЦ и Николаевским кладбище.
С 1996 по 1998 год канал осуществлял вещание через телекоммуникационную систему «Енисей» в некоторых городах Красноярского края.

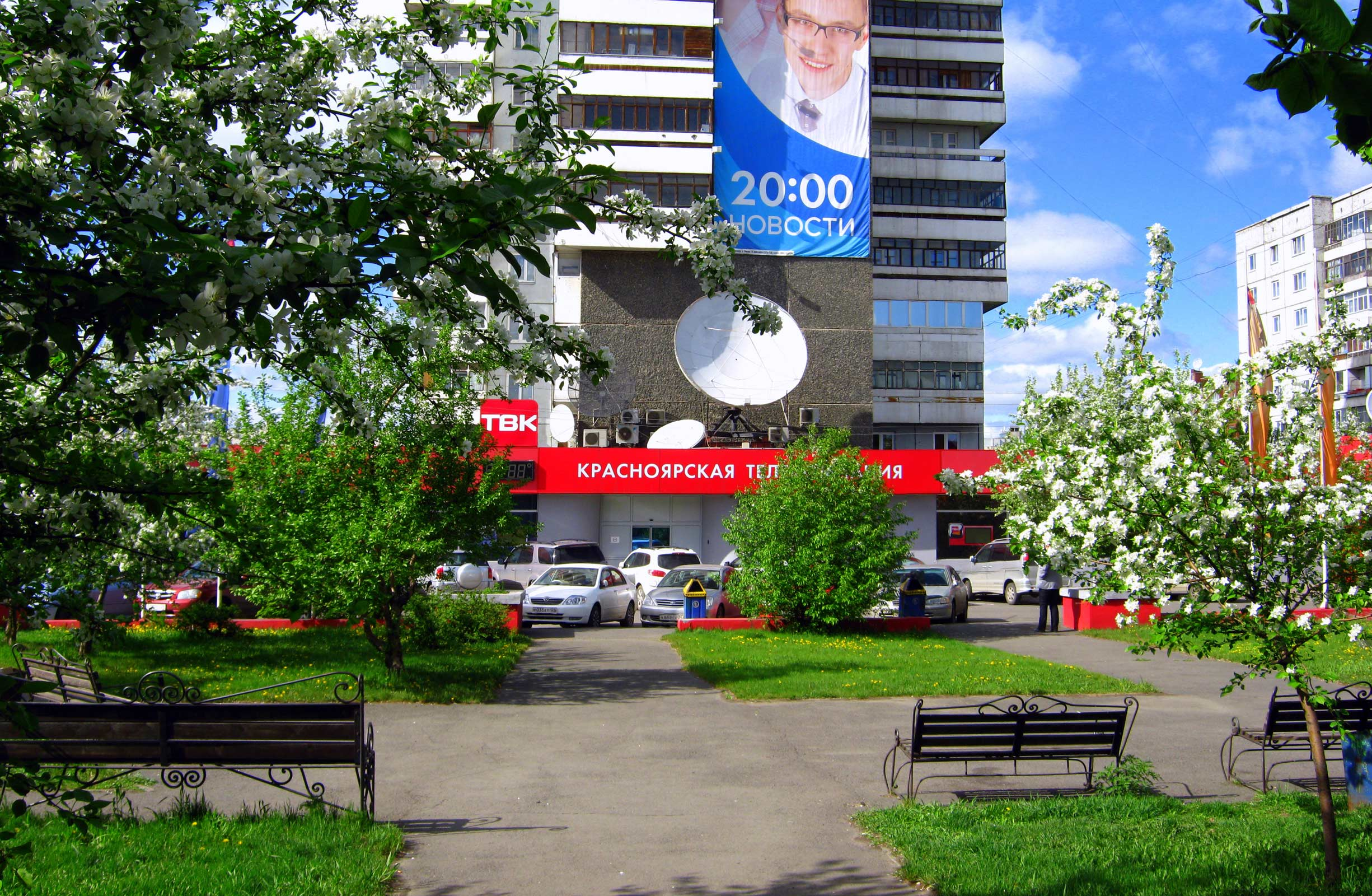
Улица Копылова, 50 — месторасположение редакции ТВК в 1997—2021 годах.

4 ноября 1997 года телекомпания переехала в здание на улице Копылова, 50, в котором располагалась на протяжении 23 лет вплоть до января 2021 года.
В конце 1997 года «ТВК» стала первой красноярской телекомпанией, у которой появился собственный официальный сайт — tvk6.krsk.ru. В начале 2001 года доменное имя сайта телекомпании сменилось на tvk6.ru.
С 14 по 19 сентября 1998 года «ТВК» и его сетевой партнёр — «ТВ-6» проводили фестиваль «6 дней ТВ-6 в Красноярске», в котором были приглашены исполнители Кристина Орбакайте, Крис Кельми и Влад Сташевский, группы «А’Студио», «Моральный кодекс», «Волшебный микрофон», «Яхонт», «9-й район», «Блестящие» и «Машина времени», а также ведущие «ТВ-6» и труппа Московского театра Олега Табакова.
В ноябре 1998 года в результате конфликта между Александром Клюкиным и некоторыми сотрудниками ТВК (среди которых, директор по телевещанию Ирина Долгушина и руководитель отдела продаж Елена Сажина) генеральным директором стал Вадим Востров, который ранее работал корреспондентом, редактором и директором новостей канала. А сам Александр Клюкин был назначен председателем совета директоров, который в декабре 1999 года покинул канал, при этом, некоторое время оставаясь его учредителем.
С 1999 по 2011 год (кроме конкурсов 2007 года) телекомпания ТВК являлась главным информационным партнёром конкурсов красоты «Мисс Красноярск» и «Маленькая красавица». На ТВК дебютировали или получили первую известность некоторые участницы конкурса, среди них Ксения Митрофанова (Кацер) (проработала на телеканале с 2000 по 2015 год, затем перешла на телеканал «Енисей»), Марина Ломакина, Анна Ломанова (Гладкова) (проработала на телеканале с 2004 по 2005 и с 2018 по 2021 год) и Лейла Исаева.
В 2000 году телеканал вырвался в лидеры телеэфира, обогнав своего основного конкурента — «Афонтово».
4 сентября 2000 года в эфир вышла утренняя информационно-развлекательная программа «Новое утро», которая впоследствии уверенно завоевала лидирующие позиции и стала неотъемлемой частью эфира ТВК. Первыми ведущими были Наталья Маркова и Михаил Варыгин.
7 мая 2001 года ТВК отметило своё 7-летие концертом группы «Любэ», который проходил во Дворце спорта имени Ивана Ярыгина.
В сентябре 2002 года у канала появилась первая за Уралом мобильная спутниковая передвижная телевизионная станция (ПТС) на базе микроавтобуса Ford Transit. Её специально сделали в Германии. Это позволило журналистам делать ежедневные прямые включения непосредственно с места событий в рамках программ «Новости ТВК» и «Новое утро».
3 марта 2003 года на телеканале появилась программа «После новостей», которая впоследствии стала визитной карточкой ТВК. Изначально программа выходила в рамках информационного вещания сразу после новостей, в 20:30 (сейчас выходит в 20:45). В ней в течение 15 минут разговаривают с гостем. За все время существования программы, в эфире побывали депутаты, актёры, певцы, спортсмены. Первым ведущим был Алексей Клешко, а первым его гостем программы был Александр Хлопонин, занимавший на то время должность губернатора Красноярского края. В 2010 году на телеканале вышло продолжение программы «После новостей. Выездная модель», в которой ведущий программы встречался с известными гостями города Красноярска и России. В апреле 2014 года на телеканале вышло ещё одно продолжение программы «После новостей. Откровенный разговор», ведущей которой была Марина Добровольская, а гостями — политики и бизнесмены города Красноярска.
С 1 декабря 2003 по 3 июля 2007 года канал осуществлял вещание через спутник в 13 городах Красноярского края в рамках проекта «Зона вещания ТВК». В отличие от красноярской версии ТВК, температура под логотипом в краевой версии не отображалась. Таким образом, потенциальная аудитория канала увеличилась почти до 2 миллионов человек.
По состоянию на 2004 год на телеканале работало 200 человек.
29 июня 2005 года ООО «ТВК-6», принадлежавшее учредителям ТВК, победило на конкурсе на первую метровую частоту. 1 ноября 2006 года на этой частоте была запущена ретрансляция телеканала «Муз-ТВ» с местными вставками (наименование СМИ — «ТВК-город»), а в 2009—2023 годах ретранслировались телеканалы «ДТВ» («Перец») и «Че».
17 сентября 2005 года в эфир вышла программа «Большой репортаж» — неоднократный лауреат и победитель всероссийского телевизионного конкурса «ТЭФИ-Регион». В тот же день в эфире канала появляются программы «Домашние животные», «Свободное время» и «Гнездо», которые впоследствии они были закрыты.
5 мая 2008 года к 14-летию канал сменил оформление и логотип, которые были разработаны дизайн-группой «ArtStyle». Новый логотип представлял из себя маджентовый квадрат с закругленным правом верхнем углу, в котором вписана белая надпись «ТВК» и оранжевой тенью снизу. ТВК начал позиционировать себя как «телеканал для тех, кто дома». В июне того же года изменилось оформление программ канала.
20 сентября 2010 года логотип канала частично изменился: оранжевая тень под маджентовым квадратом исчезла (изначально данный вариант логотипа использовался в оформлении Новостей ТВК с 2008 года, в ID-отбивках и промо-роликах с 2009 года). В это же время изменились оформление и студии программ канала.
В 2011 году «Ночные новости ТВК» меняют формат. Теперь это новости, в которых обсуждают новости. Каждый телезритель посредством СМС мог принять участие в формировании или обсуждении новостей. Любое SMS-сообщение могло стать темой для очередного сюжета.
В том же 2011 году наметилась смена редакционной политики телеканала к либерально-оппозиционной нынешнему правительству РФ. Телеканал активно освещал протестное движение 2011-2012 годов. В 2012 году в одном из эфиров ТВК прозвучала оговорка: в начале программы ведущая Мария Бухтуева произнесла фразу «Нужно ли похоронить Владимира Путина?». Реакция зрителя была в основном положительной, но некоторые все таки раскритиковали телекомпанию за подобные косяки в эфире. В том же году состоялась премьера документального фильма Вадима Вострова «Нулевые» о жизни страны во времена правления Владимира Путина, естественно не без критики в адрес последнего. Также Востров осуществлял денежные переводы в поддержку «Фонда борьбы с коррупцией» Алексея Навального. Все это стало поводом для конфликта между Александром Клюкиным и Вадимом Востровым. Первый обвинил Вострова в «рейдерском захвате телекомпании», которое заключалось в отстранении Клюкина и его супруги от управления телеканалом, создании аффилированных с ТВК юридических лиц через которые якобы «выводится вся прибыль телекомпании», фальсификации устава юрлица ООО «Акции» — держателя акций ОАО «ТВК — 6 канал». Вадим Востров, отвечая на обвинения со стороны Клюкина, заявил, что последний «начал свою депутатскую деятельность на деньги Анатолия Быкова», а также «в одной важной для меня (здесь и далее дословная цитата Вадима Вострова) истории Клюкин поступил предательски и по отношению ко мне лично и к ТВК». В результате Клюкиным так и не удалось вернуть контроль над телекомпанией.
12 мая 2013 года в эфире появляется новая программа «Воскресные новости» — это отдельный продукт «Новостей ТВК». Со своим штатом корреспондентов, операторов, режиссёров, ведущим. Еженедельно в программе не только подводятся итоги, анализируются, но и поднимаются острые вопросы города. В новом телевизионном сезоне хронометраж программы был увеличен с 30 до 40 минут. В 2021 году после ухода Ильи Зайцева (является депутатом Законодательного собрания Красноярского края от партии «Единая Россия») из ТВК программа перестала выходить в эфир. Вместо неё на ТВК выходил расширенный выпуск новостей, а с 2022 года — блок «Новости. Лучшее за неделю».
6 апреля 2015 года логотип канала изменился: из логотипа исчез маджентовый квадрат, при этом осталась только надпись «ТВК» (изначально данный вариант логотипа использовался в оформлении Новостей ТВК с 2010 года, в ID-отбивках и промо-роликах с 2014 года). В качестве фирменных цветов стали использоваться серый, синий, голубой и белый. В это же время изменились оформление и студия «Новостей ТВК», которая через месяц стала победительницей конкурса «МедиаБренд».
9 июля 2015 года был запущен обновленный сайт телекомпании ТВК. Он  начал работать как самостоятельное средство массовой информации. Главным редактором сайта стала Мария Бухтуева, которая занимает аналогичную должность на канале.
10 июля 2017 года в прямом эфире одного из выпусков утренних новостей на ТВК ведущий Александр Смол высмеял депутатов Законодательного собрания Красноярского края, вдвое увеличивших оклады. Ведущий в прямом эфире похвалил народных избранников и поаплодировал им за проделанную работу. «Вы молодцы, Законодательное собрание! Вы это полностью заслужили. Это круто, избраться куда-то, а потом в два раза поднять себе зарплату», — рассказал телезрителям ведущий. Он уточнил, что если ранее краевые депутаты получали на руки по 100 тысяч рублей, то теперь будут почти 200 тысяч рублей. «Как вы жили на 100 тысяч рублей, мы даже не представляем!», — иронизировал в прямом эфире журналист. Вскоре видео эфира была опубликовано в сети Интернет и набрало свыше милилона просмотров: пользователи незамедлительно поддержали Александра и с восторгом восприняли смелую позицию журналиста, но в то же время переживали о судьбе Смола. После выхода данного выпуска новостей Александр Смол получил широкую известность в России. Это вызвало интерес со стороны руководства Первого канала, которое пригласило его приехать в Москву для участия в кастинге на место ведущего программы «Пусть говорят» после ухода Андрея Малахова. Впоследствии, в 2018 году Александр Смол стал ведущим программы «Видели видео?» на Первом канале — первый выпуск программы «Видели видео?» вышел в эфир 17 июля 2018 года. В начале марта 2022 года Александр Смол стал ведущим новой программы Первого канала «АнтиФейк» в которой разбирают «недостоверные новости» о ситуации в Украине.
С 2018 по 2021 годы телекомпания ТВК являлась самым цитируемым СМИ на территории Красноярского края, занимая первое место в рейтинге по данным портала «Медиалогия». В 2021 году ТВК сместился в рейтинге на второе место.
27 мая 2019 года ТВК перешёл на вещание в формате 16:9. Одновременно в кабельных сетях началось вещание телеканала в формате высокой чёткости HDTV.
7 октября 2019 года в 6:00 утра по местному времени ТВК перешёл на собственное программирование. С июня 2020 года канал стал транслировать некоторые Интернет-проекты Алексея Пивоварова, Ирины Шихман, Леонида Парфёнова, Ильи Варламова, Станислава Кучера и других известных ведущих, а также проекты СМИ-иноагентов. С 2022 года из-за вторжения России в Украину и последующего включения некоторых журналистов в список иностранных агентов на канале прекратился показ данных проектов. Параллельно появилась информация о том, что генеральный директор ТВК Вадим Востров был оштрафован за «фейки о российской армии», которые он размещал в своём Telegram-канале. Также весной 2022 года появились слухи о намерении Вадима Вострова продать телекомпанию ТВК и покинуть Россию, т.к. у него помимо российского, имеется ещё гражданство США. Востров опроверг эти слухи.
В апреле 2020 года у телеканала начались серьёзные проблемы. Все началось с демонстрации ролика «Отрядов Путина» с заявлением об отсутствии коронавируса. Роскомнадзор попытался оштрафовать телекомпанию но ТВК удалось убедить ведомство в том, что данный ролик несет исключительно развлекательный характер. В том же месяце телеканалы ТВК и «Афонтово» лишились субсидий, выделяемых Агентством печати и массовой коммуникации Красноярского края на производство информационных программ о социально-экономическом развитии края. В августе была проведена внеплановая проверка редакции ТВК сотрудниками МЧС по итогам которого был выписан штраф в 165000 рублей. Телекомпания обратилась в суд с целью обжаловать данное решение. Осенью того же года появилась информация о возможном закрытии телеканала в связи с его оппозиционной политикой и присутствием в эфире оппозиционных блогеров, что стало поводом для репортажей независимых СМИ о том, «как выживают независимые СМИ в России». После этих репортажей, рейтинги телеканала в соцсетях выросли. Параллельно «Ростелеком» исключает ТВК из своих пакетов кабельного ТВ. Телекомпания посчитала это действие необоснованным. Через год, летом 2021 года «Ростелеком» возобновил вещание ТВК.
В июне 2020 года появилась официально неподтверждённая информация о том, что ТВК собирался переезжать с улицы Копылова, 50. Однако в декабре того же года телеканал подтвердил слухи и с 25 декабря съёмки программ начали производиться из временной студии. В начале января 2021 года телекомпания завершила переезд в собственное помещение на улице Водопьянова, 12. Официальное новоселье телекомпания отмечала 1 февраля того же года. Формальной причиной переезда считалось истечение договора аренды помещения, но некоторые журналисты связали переезд ТВК с его оппозиционной политикой, которая не давала покоя представителям власти.
В декабре 2020 года телеканал прекратил аналоговое вещание, оставшись только в кабельных сетях и интернет-трансляции. С 11 декабря того же года на эфирном логотипе канала появилась надпись HD.
2 сентября 2022 года Минюст РФ внёс ООО «Новости» (учредителя сайта ТВК и СМИ «Телепрограмма "Новости ТВК"») в список СМИ — «иностранных агентов». Редакция сайта ТВК назвала данное решение незаконным. Телеканал перешёл с основных страниц соцсетей на запасные, а в начале ноября того же года ТВК открыл новый сайт под доменным именем tvknews.ru, учередителем которого числится ООО «Июнь». Новый сайт также как и прежний работает как полноценное СМИ. Через год, 10 ноября 2023 года Минюст РФ исключил ООО «Новости» из реестра иностранных агентов после его обращения. Это позволило редакции ТВК вернуться на основные страницы соцсетей (среди них официальный YouTube-канал с более чем 200 000 подписчиков). По состоянию на 1 апреля 2025 года количество подписчиков на YouTube-канале «ТВК Красноярск» составляет более 334 000 человек. Общее количество подписчиков во всех соцсетях — более 500 000 человек (среди них, есть не только жители Красноярска и Красноярского края, но и зрители со всей России и мира — те, кто ищут независимые источники информации и они считают ТВК последним оплотом независимой прессы в России).
7 сентября 2022 года юридическое лицо ОАО «ТВК — 6 канал» было ликвидировано.
В мае 2024 года ТВК отметило своё 30-летие. В честь этого телеканал поменял логотип (он стал анимированным — периодически разворачивался с надписью «30 ЛЕТ») и межпрограмное оформление. С этого времени символом ТВК стал енот по кличке Веня, который 10 сентября того же года «заключил трудовой договор» с телеканалом в прямом эфире программы «Новое утро». С 1 сентября 2024 года телеканал вернулся к традиционному межпрограммному оформлению, однако до 28 января 2025 года в качестве эфирного логотипа все так же использовался анимированный, юбилейный.

## Руководство
Генеральные директора
- Ирина Долгушина (1994—1996)
- Александр Клюкин (1996—1998)
- Вадим Востров (1998—н.в.)

Директор по телевещанию
- Ирина Долгушина (1996—1999)

Директор по развитию
- Мария Бухтуева (2021—н.в.)

Председатели Совета директоров
- Александр Клюкин (1998—1999)
- Марина Добровольская (1999—200?)
- Валерия Мажарова (начало 2010-х)

Исполнительные директора
- Павел Даниленко (2006—2008)
- Ксения Черепанова (2010—2014, 201?—н.в.)
- Виктория Комарова (2014—201?)

Руководители отдела продаж
- Елена Сажина (1994—1999)
- Елена Глазкова (1999—2000)
- Олеся Нирская (2000—2002)
- Павел Даниленко (2002—2006)
- Светлана Бурдинская (2006—201?, 2020—202?)
- Юлия Сорокина (201?—2020)
- Надежда Чичварина (202?—н.в.)

Руководители отдела производства
- Юлия Сорокина (начало 2010-х)

Руководитель интернет-продаж и маркетинга
- Екатерина Вайс (20??—н.в.)

Руководитель по развитию интернет-направления
- Юлия Афанасьева (20??—н.в.)

Директор промо-отдела
- Михаил Варыгин (середина 2000-х)

Руководители отдела выпуска программ
- Валерия Мажарова (1996—2004)

Программные директора
- Екатерина Алтаева (1997—2004)[51][52]
- Валерия Мажарова (2004—начало 2010-х)

Финансовые директора
- Павел Сталидзан (середина 2000-х)
- Татьяна Коротченко (начало 2010-х)

Коммерческие директора
- Александр Ильиных (199?—2000)
- Олеся Нирская (2000—2002)
- Светлана Бурдинская (201?—н.в.)

Технические директора
- Александр Бровкин (1994—2006)[53]
- Михаил Костоянский (2006—н.в.)

Главные редакторы
- Александр Клюкин (1994—1996)
- Мария Бухтуева (20??—н.в.)

Директор по персоналу
- Анна Тыжнова (начало 2010-х)

Главный продюсер
- Илья Рождественский (конец 2000-х—начало 2010-х)[54][55]

Главные режиссёры
- Олег Лупинин (1998—2001)[56]
- Андрей Колган (2009—2012)[57]

Видеодизайнеры / Арт-директор
- Максим Осадчук (1995)
- Николай Иваненко (2001—2008) — руководитель дизайн-студии «Ostrauh»
- Андрей Колган (2012–н.в.) — руководитель дизайн-студии «AK-Design»

В разное время в заставках телеканала и его передач применялись саундтреки, взятые из звуковых библиотек (в частности, из De Wolfe Music и Tele Music), а также другие известные мелодии (как Kraftwerk — Radioactivity).

## Программы
Производством программ для телеканала занимаются аффилированные с ТВК юридические лица (в том числе, ООО «Новости» и ООО «Новое утро») и студия «Петроглиф». 

### Транслируемые в настоящий момент (программы собственного производства)
- «Новости ТВК» (до 1995 года — «24 часа») — информационная программа. По будням в 20:00, повторы в 22:30, 5:30 и 9:00. Выходит в эфир с 7 мая 1994 года.
- «После новостей». С понедельник по четверг в 20:45. Выходит в эфир с 3 марта 2003 года.
- «Большой репортаж». Периодически в эфире. Выходит в эфир с 17 сентября 2005 года.
- «Новое утро» — утренняя информационно-развлекательная программа. По будням с 06:30 до 09:00. Выходит в эфир с 4 сентября 2000 года.
- «Слово митрополита». По субботам в 20:30.
- «Проверка». По средам в 20:00. Выходит в эфир с 17 сентября 2014 года в рамках программы «Новости ТВК». Полная версия программы размещается в соцсетях телеканала, а также транслируется в эфире на протяжении недели.
- «Дачные советы»
- «Новости за неделю» (ранее: «Лучшее за неделю», «Главное за неделю») — дайджест новостей за прошедшую неделю. Выходит в эфир с 2022 года.
- «Слово админу»
- «Видос на ТВК»
- «Столица трендов» — программа, в которой обсуждаются тренды в разных сферах, которые задаёт город. По вторникам в 21:00. Выходит в эфир с 1 октября 2024 года.
- «Говори на ТВК»
- «Новости сейчас»
- «Мировые новости»
- «Мировые новости за неделю»
- «Дорогие мои земляки»
- «Хоббики»
- «Эконовости»
- «Время погулять». Выходит в эфир с 7 февраля 2025 года в рамках программы «Новости ТВК».
- «Хорошие истории на ТВК». Выходит в эфир с 11 апреля 2025 года в рамках программ «Новости ТВК» и «Новое утро».

### Межпрограммные рубрики
- «Найдено в сети»
- «Не только котики»
- «Жизнь в городе»
- «Место в городе»
- «Цифра дня»
- «Мы говорили об этом»
- «Из истории Сибири»
- «Одна минута о Красноярске»
- «25 занимательных фактов о Сибири»
- «Снято красноярцами»

### Архивные программы
- «Это было на ТВК» (2019—2023)
- «Прямой эфир» (2019—2024)
- «Интернет-обзор» (2019—2021)
- «Звёзды на ТВК» (2019—2022?)
- «Живой звук» (2019—2020)
- «Hard News» (2018—2020) (с 2020 по 2022 год выходил как блок утренних новостей)
- «Снегирь. News» (2019—2020). Ведущий — Виктор Снегирь.
- «Будни» (до декабря 1997 года — авторская программа Марины Добровольской «24 часа») — журналистское расследование. Выходила в эфир с 12 января 1996 по 2007 год. Ведущая — Марина Добровольская.
- «Гнездо». Выходила в эфир в середине 2000-х годов. Ведущая — Тамара Васильева.
- «Дальние страны» — программа о путешествии. Выходила в эфир с 2007 по 2009 год. Ведущие — Андрей Дунаев, Виктория Комарова, Наталья Кечина.
- «Домашние животные». Ведущая — Татьяна Ушакова.
- «Свободное время». Ведущие — Андрей Дунаев, Елена Ростовцева.
- «Наличности»
- «Смотрите, кто пришел» — программа-интервью с звёздными гостьями. Выходила в эфир с 1998 по 1999 год. Ведущие — Максим Антипов (1998), Наталья Кечина (1998—1999).
- «Женские истории с Тамарой Васильевой» (2013). Ведущая — Тамара Васильева.
- «Мужские истории с Тамарой Васильевой» (2014). Ведущая — Тамара Васильева.
- «Охрана и безопасность» (1990-е)
- «Спецзадание». Ведущая — Наталья Кечина.
- «Пятеро на экваторе» — первое красноярское реалити-шоу. Выходила в эфир в 2005 году. Ведущая — Елена Ростовцева.
- «Домашняя энциклопедия». Ведущая — Лейла Исаева.
- «Ищу маму и папу» (1 июня 1998, 2000—2016)
- «Авто» (1997—1998)[58][59]. Ведущие — Евгений Борковский, Наталья Жабыко.
- «Воскресные новости ТВК» — информационно-аналитическая программа. Выходила в эфир с 12 мая 2013 по июнь 2021 года. Ведущие — Илья Зайцев (с 2013 по 2020 года), Виктория Комарова (осень 2015 года), Дарья Тарасенко (с 2021 года), Екатерина Лукашенко (с 2018 года).
- «Субботние новости ТВК» (в 2015 году — «Новости ТВК в субботу») — «народные» новости (7 февраля 2015 — 2017)
- «Ресурс» — информационно-аналитическая программа. Выходила в эфир с 2007 по 2009 год. Ведущий — Михаил Варыгин.
- Конкурс красоты «Мисс Красноярск» (1999—2011)
- Конкурс красоты «Маленькая красавица» (1999—2011)
- «Мы встретимся» (2011—2015). Ведущая — Наталья Кечина.
- «Китайская диета»
- «Автостандарт» (2002—2003)[60]
- «Монитор»
- Фестиваль «6 дней ТВ-6 в Красноярске» (14 — 19 сентября 1998)
- «История успеха» (ранее — «Бизнес-Story»). Ведущая — Ирина Кременчук.
- «15x15» — программа о регби. Выходила в эфир в начале 2000-х годов.
- «Районный масштаб» (1996). Ведущий — Виталий Иванов[61][62].
- Телемагазин «Посмотри и купи!» (ранее — Телемагазин ТВК) (позже выходил в формате рекламы)
- «ТВК информирует» (1990-е)
- «Дневники биеннале» (2001)
- «Метеотайм» — прогноз погоды (1998—2010). Ведущие — Инга Белоглазова, Майя Караева, Ксения Митрофанова (Кацер) (2000—2004), Лейла Исаева, Марина Ломакина, Анна Ломанова (Гладкова) (2004—2005).
- «Культура за неделю» (2000—2002). Ведущий — Олег Суслов.
- «Программа о культуре» (2007—2008)
- «Законодательная власть» (2002—2008, 201?—202?)
- Конкурс молодых дизайнеров одежды «Поколение М» (начало 2000-х)
- Конкурс смешной рекламы «Золотая гиря» (1998—2001)
- Конкурс красоты «Мисс KrasAir» (2001)
- «Истории Красного Яра» (1997—2000)
- «Про здоровье» (2006—2008). Ведущие — Алёна Сивирина, Елена Ростовцева.
- «С приветом» — детская программа (1995). Ведущая — Дарья Мосунова.
- «Большое путешествие» (позже выходила как рубрика программы «Новое утро»). Ведущая — Майя Караева.
- «Стадион»
- «Программа о рекламе» (1999—2003). Ведущий — Олег Безруких.
- «Сад и огород» (2014)
- «Новый стадион»
- «Деловое предложение» (1997—2000)
- «Как в кино» — программа о кинопремьерах. Выходила в эфир с 1 мая 2008 по 2010 год. Ведущие — Иван Солнцев, Анастасия Дуркина, Роман Клячкин, Ирина Пузанкова, Илья Соболев (также выходила на Муз-ТВ-Красноярск и на ДТВ-Красноярск)
- «Красота и здоровье» (2009). Ведущая — Лейла Исаева.
- «Мой Красноярск. Избранные» (2008). Ведущая — Ирина Сокол.
- «Woman’s drive» (2009)
- «Woman’s drive. Test» — приложение к проекту «Woman’s drive» (2009)
- «Дом.сом»
- «Волшебный микрофон»
- «Наша музыка» (2001—2003)
- «ТВК. Спорт» (1990-е)
- «Чрезвычайная ситуация» (1990-е)
- «Семейная суббота». Выходила в эфир с 20 сентября 2014 по 31 января 2015 года. Ведущая — Ксения Митрофанова (Кацер).
- «Юридическая приёмная» (2017—2019)
- «Какие наши годы…» (ко 2-летию ТВК) (7 мая 1996)
- «Металл-топ-ТВ» — программа о рок-музыке (1995—1996). Ведущий — Эдуард Лобода (Эд Старый).
- «До свидания, Шарик! Здравствуй, Хрюша!» (предновогодняя тусовка ТВК) (31 декабря 1994)
- «Как во городе было в Красноярске» (1995)
- «Вечер с Мариной Добровольской» (1990-е). Ведущая — Марина Добровольская.
- «Город Live» (2019—2022)
- «Культ_тур» (2022—2023). Ведущая — Полина Михальчук.
- «Третий возраст» (2011). Ведущая — Ярослава Кебич.
- «Красноярский край: семейные хроники» (2007)
- Телемарафон «Детский мир» (ко Дню защиты детей) (1 июня 1995)

## Слоганы
- «Смотрите наши передачи на 6 канале», «Просто смотрите ТВК» (с 1995 по 1996 год)
- «Ваша телекомпания!» (с 1997 по 25 апреля 1999 года)
- «Говорит и показывает ТВК. Уже 5 лет» (с 26 апреля по май 1999 года, к 5-летию ТВК)
- «8 лет нашему ТВК!» (май 2002 года, к 8-летию ТВК)
- «Нам 9 лет!» (май 2003 года, к 9-летию ТВК)
- «10 лет, которые видно» (май 2004 года, к 10-летию ТВК)
- «Для тех, кто дома» (с 5 мая 2008 по 2010 год)
- «15 лет. Нас смотрят, нам доверяют» (май 2009 года, к 15-летию ТВК)
- «Мне тоже 17!» (май 2011 года, к 17-летию ТВК)
- «Праздник здесь» (зима 2011—2012 годов, в новогодние праздники)
- «Летим в лето» (лето 2012 года)
- «Такое короткое лето» (лето 2013 года)
- «Новый сезон. Неизменные принципы» (осень 2013 года, к новому сезону)
- «Русская зима» (зима 2013—2014 годов)
- «Больше лета!» (лето 2014 года)
- «Реально о жизни» (с осени 2014 по 2019 год)
- «Перезимуем», «С новым годом» (с 22 декабря 2014 по 28 февраля 2015 года)
- «Весна — пора меняться» (весна 2015 года)
- «Ворвись в лето» (лето 2015 года)
- «Вместе в новом сезоне» (осень 2015 года, к новому сезону)
- «Новый год, время чудес» (зима 2015—2016 годов, в новогодние праздники)
- «Много лета не бывает» (лето 2017 года, с 16 июня по 31 августа 2018 года и с 1 июня по 31 августа 2019 года)
- «На первом плане» (осень 2017 года, к новому сезону)
- «Нам интересно» (конец 2017 года)
- «Весеннее настроение» (с 1 марта по 24 апреля 2018 года)
- «Реально о жизни каждый день» (осень 2018 года, к новому сезону)
- «ТВК там, где вы», «Мы там, где вы» (с 2018 по 2020 год)
- «25 лет, которые нас изменили» (май 2019 года, к 25-летию ТВК)
- «Теперь только ТВК» (с 7 октября 2019 по 2021 год)
- «Ждём лето» (весна 2020, 2021, 2022 и 2023 годов)
- «ТВК — не только ТВ» (с 2020 года)
- «#толькоТВК» (с 2020 по 2021 год)
- «Все меняется, ценности остаются» (осень 2021 года, к новому сезону)
- «Новое лето» (с 1 июня по 31 августа 2022 года)
- «О людях и городе, в котором мы живем» (в 2023 году)
- «Весна!» (с 1 марта по 7 апреля 2024 года, с 1 марта по 31 мая 2025 года)
- «30 лет. В самое сердце» (с 8 апреля по 31 августа 2024 года, к 30-летию ТВК)

## Сетевые партнёры
- Петербург — Пятый канал (с 7 мая по ноябрь 1994 года)[63]
- ТВ-6 (с ноября 1994 по 30 сентября 2001 года)[52][64].
- Собственное программирование (с 1 октября 2001[52] по 11 мая 2003 года, с 7 октября 2019 года по настоящее время) (в эфирном вещании — с 1 января 2020 года)
- ТВ-3 (с 12 мая 2003 по 27 марта 2005 года)
- Домашний (с 28 марта 2005[65] по 31 декабря 2019 года) (в кабельном вещании — до 6 октября 2019 года)

## Факты
- 7 мая 1995 года в честь первой годовщины начала вещания ТВК издавалась одноимённая корпоративная газета[66].
- На ТВК с момента основания работают некоторые сотрудники и ведущие (среди которых, Ольга Тепляшина, Наталья Кечина, Ксения Черепанова, Вадим Востров, Наталья Иванятенко)[67].
- В середине 1990-х годов под брендом «ТВК» выпускали газированный напиток (производство пивоваренного завода «Пикра»)[источник не указан 398 дней].
- Телекомпания ТВК является лидером среди представленных красноярских телекомпаний в социальных сетях. На соцсети ТВК подписано более 500 000 человек. Только на YouTube-канале телекомпании количество подписчиков превышает 334 тысячи человек. Телекомпания также является одним из лидеров по цитируемости в Красноярском крае, с 2018 по 2021 год занимала первое место в рейтинге проекта «Медиалогия».
- ТВК — одна из немногих красноярских телеканалов, вещающих в формате высокой четкости Full HD (помимо ТВК в этом формате вещают только два красноярских телеканала — «Афонтово» и «Центр-Красноярск»).
- ТВК — единственное красноярское СМИ, которое вступило в ассоциацию независимых СМИ «Синдикат-100»[68].

## Критика

### Репортаж о семье Михаила Котюкова (2024)
25 сентября 2024 года, после прямой линии губернатора Красноярского края Михаила Котюкова телекомпания ТВК выпустила сюжет о его семье, которая по мнению журналистов осталась в Москве. Это стало поводом для очередного скандала. Первый заместитель Губернатора Красноярского края Сергей Пономаренко назвал ТВК «навозными мухами, ищущими себе пищу... ковыряющимеся в известной субстанции». Генеральный директор ТВК Вадим Востров в своем телеграм-канале опубликовал ответ первому замгубернатора и отметил что «Сергей Пономаренко — опытный аппаратчик и не нам его учить». Также Востров рассказал о том, что Пономаренко «начал обзванивать рекламодателей с требованием снять рекламу с ТВК». Но в итоге конфликт был исчерпан.

## Награды
- 1996 и 1997 годы — Новости ТВК — первое место на фестивале региональных телекомпаний Сибири «Инголь».
- 1998 год — ведущая Новостей ТВК Ирина Кременчук вышла в финал конкурса «Лазурная звезда» в номинации «Ведущий информационной программы».
- 1999 год — Конкурс смешной рекламы «Золотая гиря-1999» — награждение за видеоролик «Аристон и Индезит».
- 1999 год — второе место из 600 участников в номинации «Лучшая информационная программа» и первое место в номинации «Лучший репортаж» на фестивале региональных телекомпаний в Москве «Новости. Время местное».
- 2002 год — Проект «Будни» — победитель премии «ТЭФИ-Регион 2002» в жанре «Журналистское расследование». Автор — Марина Добровольская.
- 2003 год — Программа «Новое утро» получила премию «ТЭФИ-Регион», как лучшая информационно-развлекательная программа.
- 2005 год — Новости ТВК — номинанты ТЭФИ — «Лучший сюжет», «Лучший выпуск», «Лучшая ведущая».
- 2006 год — ТЭФИ-Регион 2006 были подведены итоги конкурса в направлении «просветительское и развлекательное телевещание». В номинации «публицистическая программа» в финал вышел и «Большой репортаж» новостей ТВК «Китайский лес». Автор — Ксения Черепанова.
- 2006 год — Премия Артема Боровика за работу в области телевизионного журналистского расследования получила Марина Добровольская за материал программы «Будни» «Наташа Лизура».
- 2007 год — ТЭФИ-Регион 2007 — «Большой репортаж» Ильи Зайцева — «Город инвалидов» победил в номинации «Публицистическая программа». Эта программа была снята в одном из поселков Енисейского района, где впервые в России власти решили провести эксперимент и переселить всех инвалидов в одно место, для жизни совсем не приспособленное. Туда не ходит скорая помощь, врачи, бесплатные лекарства получить невозможно, а в квартирах нет элементарных удобств.
- 2009 год — ТЭФИ-Регион 2009 — «Большой репортаж» Виктории Комаровой — «Воздушная тюрьма» победил в номинации «Репортер». Репортаж с борта самолёта, перевозщего особо опасных преступников из Красноярска в Норильск.
- 2011 год — ТЭФИ-Регион 2011 — победа в номинации «Телевизионный дизайн» за оформление и продвижение программы «Новое утро».
- 2011 год — ТЭФИ-Регион 2011 — победа в номинации «Публицистическая программа» — за проект генерального директора телекомпании Вадима Вострова «Время, которое нас изменило».
- 2012 год — Премия Артема Боровика в номинации «Телевидение» получил Вадим Востров за документальный фильм «Нулевые».
- 2012 год — ТЭФИ-Регион 2012 — победа в номинации «Ежедневная информационная программа (для городов с населением от 300 тысяч до 1 миллиона)» — Новости ТВК.
- 2012 год — ТЭФИ-Регион 2012 — победа в номинации «Репортер» — Илья Зайцев за «Большой Репортаж» «Тихий Омут» (в репортаже рассказывалось о братьях-врачах из поселка Шушенское, совершавших махинации со своими больничными).
- 2013 год — ТЭФИ-Регион 2013 — победа в номинации «Еженедельная информационно-аналитическая программа» «Воскресные новости» (ведущий Илья Зайцев);
- 2013 год — ТЭФИ-Регион 2013 — «Большой репортаж» Артура Матвеева «Личный контроль» стал победителем в номинации «Репортёр».
- 2014 год — ТЭФИ-Регион 2014 — победа в номинации «Интервьюер» — ведущий программы «После новостей» Алексей Клешко за интервью с бывшим министром финансов России Алексеем Кудриным.
- 2015 год — Медиабренд — кампания «Реально о жизни» (победа в номинации «Лучший имиджевый промо-ролик телеканала»), студия Новостей ТВК (победа в номинации «Лучший студийный дизайн»), ролики к 20-летию ТВК (2-е место в номинации «Лучший промо-ролик регионального ТВ»), «Весна. Пора меняться» (2-е место в номинации «Лучший дизайн регионального ТВ»).
- 2017 год — Премия Правительства Российской Федерации в области СМИ — победа в номинации «За вклад в развитие качественного регионального телевидения».
- 2018 год — ТЭФИ-Регион 2018 — «Большой репортаж» Виктории Столяровой о трагедии в ТЦ «Зимняя вишня» в Кемерове.